# El Durazno, Apaseo el Alto
El Durazno är en ort i Mexiko.   Den ligger i kommunen Apaseo el Alto och delstaten Guanajuato, i den centrala delen av landet, 190 km nordväst om huvudstaden Mexico City. El Durazno ligger 2 067 meter över havet och antalet invånare är 477.
Terrängen runt El Durazno är kuperad åt nordväst, men åt sydost är den platt. Terrängen runt El Durazno sluttar österut. Runt El Durazno är det ganska tätbefolkat, med 207 invånare per kvadratkilometer. Närmaste större samhälle är Apaseo el Alto, 9,0 km norr om El Durazno. I omgivningarna runt El Durazno växer huvudsakligen savannskog.